# 人文主義法学
人文主義法学（じんぶんしゅぎほうがく、英: Humanismus）とは、16世紀にフランスで発展したルネサンス・人文主義を背景としたローマ法及び法一般を科学的に研究する一学派。フランス学風、ユマニスム法学とも。

## 解説
開祖はアンドレア・アルチャート。アルチャート自身はイタリア人であるが、フランスアヴィニヨンで講義し、彼の研究手法は当地で熱狂的に受け入れられ、根付くことになった。そのためフランス学風ともいう。
ユスティニアヌス帝によるローマ法大全の成立過程を歴史的に厳密に検証し、再発見されたフィレンツェ写本の原典を中心に研究した。当時の法実務に与えた影響はさほど大きなものでなかったが、バルトールス学派によって発展したローマ法の解釈がフイレンツェ写本の法文の原義からほど遠いことを実証し、フランス法が独自の発展をする契機を作った。
最も有名な学者は、ジャック・キュジャス(Jacques Cujas)だが、その多くがプロテスタントであったため、フランスで絶対王制が確立するに伴い、四散して影響力を失っていった。